# Гейнц, Евгений Альфредович
Евгений Альфредович Гейнц (12 сентября 1866, Санкт-Петербург — 30 сентября 1918, Петроград) — метеоролог, библиограф, учёный секретарь Николаевской Главной физической обсерватории (ГФО). Статский советник (1913).

## Биография
Из потомственных дворян. Учился в 8-й мужской гимназии (ныне — средняя школа № 700). После окончания гимназии поступил на физико-математический факультет Санкт-Петербургского университета. Студентом посещал практические занятия профессора А. И. Воейкова, которые проходили в Ботаническом саду университета и пользовались большой популярностью. Ещё студентом провёл нивелировку Васильевского острова и части Петербургской (ныне — Петроградской) стороны. 
С 1 февраля 1892 года утверждён в должности адъюнкта при отделении морской метеорологии при Николаевской Главной физической обсерватории (ГФО). 19 июня 1892 года получил чин титулярного советника. С 15 июля 1893 года состоял, по собственному желанию, учёным секретарём и заведующим канцелярией Николаевской главной физической обсерватории.  
Работая в ГФО, Гейнц участвовал в экспедиции по исследованию истоков главнейших рек Европейской России, исследовал атмосферные осадки. С 1900 года, не прекращая работы в обсерватории, Гейнц становится сотрудником Библиотеки Императорской Академии наук. С 1901 по 1918 год — секретарь Бюро международной библиографии. Участвовал в 1907 году в учреждении Петербургского общества библиотековедения, образованного из секции библиотековедения при Русском библиографическом обществе для усовершенствования библиотечного дела в России. С 1918 по 1920 год — библиограф Российской книжной палаты в Петрограде. 
Публиковался в ведущих научных журналах: «Метеорологический вестник», «Ежемесячный бюллетень Обсерватории», «Почвоведение». Сотрудничал с Энциклопедическим словарём Ф. Ф. Брокгауза и И. А. Ефрона.
Скончался 30 сентября 1918 года после продолжительной болезни.

## Труды
- К вопросу о влиянии осушения Пинских болот на осадки соседних местностей / Чит. в заседании Физ.-мат.отд. 1 окт. 1892. — СПб.: тип. Имп. Акад. наук, 1895. — [2], 27 с., с табл.
- Колебания осадков в Европейской России / [Доложено в заседании Физ.-мат. отд. 17 ноября 1894 г.] — СПб.: тип. Имп. Акад. наук, 1895. — 6 с., с табл.; 2 л. график.
- Непериодические колебания атмосферных осадков в С.-Петербурге / Доложено в заседании Физ.-мат. отд. 11 янв. 1895 г. — СПб.: тип. Имп. Акад. наук, 1895. — 19 с., с табл.; 1 л. график.
- Об осадках, количестве снега и об испарении на речных бассейнах Европейской России. — СПб.: тип. Имп. Акад. наук, 1898. — [4], 54, XXXIV с.; с табл., 15 л. карт., график.
- Водоносность бассейна верховьев Оки в связи с осадками. — Спб.: типо-лит. К.Биркенфельда, 1903. — [6], 50 с., с табл.; 5 л. график.
- Замерзание Невы у С.-Петербурга и продолжительность её ледяного покрова. — [Спб.]: тип. И. Н. Скороходова, [1906]. — 6 с.
- Атмосферные осадки, их изучение и роль их в природе. — СПб.: тип. М. Д. Ломковского, 1908. — 22 с., с карт.
- Метеорологические условия большого половодья на Оке весною 1908 года. — СПб.: тип. М. А. Александрова, 1908, [20], 10 с., с график.
- Нивелировка Васильевского острова и Петербургской стороны 1890 и 1891 гг. Сравнение нулей водомерных реек на Большой Неве и марок наводнения 7 ноября 1824 г. (С план. и 50 рис. реперов). — СПБ.: Гор. тип., 1909. — 56 с., с 51 черт., план.
- Международная организация по изданию каталога точных наук и участия в ней России / Доклад Общ.собранию О-ва библиотековедения в заседании 25 февр. 1913. — СПб.: [тип. Акц. о-ва тип.дела , Спб. (Герольд)], 1913. — 25 с.
- Библиография на Международной выставке печатного дела и графики в Лейпциге. — Пг.: тип. Акц.о-ва тип.дела, [1914]. — 8 с.

## Награды
- Орден Святого Станислава 3-й степени (14.08.1896)
- Орден Святой Анны 3-й степени (01.01.1900)
- Орден Святого Станислава 2-й степени (01.01.1904)
- Орден Святой Анны 2-й степени (01.01.1907)
- Орден Святого Владимира 4-й степени (01.01.1910)

## Семья
Был женат на Элеоноре-Анне Гофман. В браке родились трое детей.